# Том и Джери: Морски приключения
„Том и Джери: Морски приключения“ на английски: Tom and Jerry: Shiver Me Whiskers е анимационен филм от 2006 г., с участието на дуета на котката и мишката Том и Джери. Продуциран от Warner Bros. Animation and Turner Entertainment Co., режисиран от Скот Джералдс и по сценарий на Кристофър Пейнтър, филмът е четвъртият филм директно към видео на „Том и Джери“. Издаден е на DVD на 22 август 2006 г. и служи като пилот на телевизионния сериал „Приказки за Том и Джери“ (Tom and Jerry Tales), чиято премиера беше следващия месец. По-късно е преиздаден на Blu-ray на 12 март 2013 г.

## История
Филмът започва в големия океан, който преживява огромна буря със силен гръм. През този океан плава голям кораб. На кораба група пирати държат пещера. Всички пирати се страхуват от гръмотевична буря. След това тя продължава с котката Том и мишката Джери, които спят в кабината на кораба. Рон използва прашка, за да ги издърпа на палубата, за да намери изгубеното съкровище на испанската грива. Вълната се стоварва върху кораба на Рон, а с нея и бутилката с картата, която Рон търсеше. Том крие картата за себе си, но черепът, който се оказва призракът на капитана на испанската грива Дон Диего де Клипършир, предупреждава Том, че картата трябва да бъде върната в океана тази вечер до залез слънце, в противен случай проклятието ще започне. Том и Джери също се сблъскаха с гигантски калмари. Въпреки това, Том успява да избяга, бутайки пистолет към него.
В този момент корабът на Рон е атакуван от син пиратски кораб, чийто капитан е братът на Рон син пират Боб. Рон и Боб почти не говорят, но се превеждат от придружаващите ги папагали, Стан (червен папагал) и Бети (син папагал). Битката между съперничещи пиратски екипажи и включително Спайк, талисманът на Боб. След като Рон взима картата, той започва да стреля по кораба на Боб. Рон и неговият пиратски екип празнуват, докато Рон проверява картата. Джери решава да погледне картата и да направи копие от нея на кърпата си. Изведнъж се появява череп, който започва проклятието. Рон е разстроен, че Том не му е казал за проклятието (Том възнамеряваше да му каже това, но не успя да го направи, защото е ням характер). Призракът се проявява в скелетния екип на пиратите и улавя кораба, принуждавайки екипа на Рон да напусне кораба. Спасителната лодка успява да кацне на същия гигантски калмар, с който Том се е сблъскал по-рано. Разгневеният Рон кара Том да работи, като го кара да се спусне до самия остров Йо-Хо, където е заровено съкровището на испанската грива. Том обаче решава да остави хората на Рон блокирани и използва гребло, за да стигне до остров Йо-Хо. Акулата обаче намира Том и Джери и те имат проблеми в джунглата на остров Йо-Хо! Джери се качва на пеперуда, когато Том го преследва в плаващи пясъци. Но Том попада в капан в плаващи пясъци, така че Джери трябваше да го спаси. След като извадиха Том, те трябваше да намерят място, където да се скрият от пиратите.
Стигайки до острова, Том и Джери се сблъскват с Барнакъл Пол (известен също като пурпурния пират Пол) и неговия неразговорим лилав папагал Чък. Пол на острова има екип от маймуни и той разказва на Том и Джери как той и братята му Рон и Боб изкарват прехраната си с карти и случайно откриват карта на съкровището на испанската грива. Павел е видял достатъчно карта, за да знае острова, но не достатъчно, за да знае къде да търси и е обезкуражен от търсенето повече от 40 години. Том и Джери вървят по пътя си, когато Рон се появява и казва на Пол, че Том има карта. Том и Джери успяват да избягват пиратите и маймуните, за да стигнат до вулкана, където най-накрая намират входа на гробницата на Дон Диего де Клипършир.
Дон Диего решава да провери Том и Джери, като активира своята система за сигурност, за да предотврати крадците в гробницата: каменен пазач, наподобяващ пиле, талисман на испанската грива. Том и Джери успяват да победят стражата и да отворят портите. Том решава да напусне Джери и да се отправи навътре (поради алчната си природа и частично негодувание към Джери, когато последният го използва като жива стръв, за да победи стражата), но не слуша дон Диего да му разказва за минираните стълби. Джери решава да използва главата си, като използва Дон Диего като щит. В долната част на стълбите Том се събужда и се отправя към съседната стая, пълна с руни. Джери трябва да намери руна, която за кратко приличаше на тази, която Дон Диего показа. Ако Джери избере грешната руна, гръмоотводът ще го убие с ток. Джери избира грешната руна, но гръмоотводът удря Том, който ще се нахвърли върху Джери.
Джери стига до пещерата, където пред очите на всички е съкровището на испанската грива. Джери знае, че такова голямо съкровище трябва да бъде пазено. Том все още нахлува, но е шокиран да види същата гигантска сепия като главния страж. Въпреки това, калмарът разпознава Том и крещи в страх, принуждавайки камъка да го смаже, много за огорчението на Дон Диего (който, разочарован от неуспехите на магическите си капани, губи желанието си да жертва съкровището си). След като намери съкровището, Том решава, че Джери не се нуждае от него и го изхвърля. Рон обаче яростно стои до Том и го обвинява, че планира да открадне съкровището за себе си. След това Рон и Пол започват да се борят за съкровището, докато Боб плава с напълно ремонтирания си кораб. Ядосани на колегите си папагали, тримата братя прогонват папагалите и продължават да се бият. Преди да влезе в борбата, Пол наблюдава борбата между боб и Рон и сваля шапката си, оплаквайки се, както изглежда в старите дни. Джери, използвайки случая, успява да открадне съкровището с помощта на Делфин. Том тръгва да преследва спасителна лодка, но всички спасителни лодки на брега са саботирани. Спайк забелязва, че корабът на Боб отплава и пиратите осъзнават, че сега са останали. Том прави последен отчаян опит да се качи на борда на кораба, използвайки катапулт от Палма. Спайк грабва Том и двамата се качват на кораба. Джери предлага Златна кост на Спайк като знак за приятелство и решава да се справи с Том.
На кораба Джери и Спайк управляват кораба, докато Том търка палубата. Междувременно Рон, Боб, Пол и останалата част от хората им остават на острова, бягайки от каменното пиле. Когато Джери Маус, Том и Спайк щастливо отплават, Стан, Бети и Чък най-накрая намират лидер, с когото могат да общуват.

## Озвучаващ състав
- Уилям Хана – Том и Джери (архивни записи, не са посочени в надписите)
- Кевин Майкъл Ричардсън – Червения пират Рон, Синия пират Боб и Лилавия папагал Чък
- Кати Нанджими – Синия папагал Бети
- Чарлс Нелсън Райли – Червения папагал Стан
- Уолъс Шоун – Лилавия пират Пол и Разказвача
- Марк Хамил – Черепа
- Дан Кастеланета – Допълнителни гласове

## Продукция
Филмът е написан през 2002 г., преди пускането на другите два филма, но анимацията му е забавена поради някаква причина и е анимирана през февруари 2005 г. до април 2006 г.

## Широк екран
„Том и Джери: Морски приключения“ е третият филм на Том и Джери, заснет в широкоекранен режим, и третият, заснет във формат с висока разделителна способност (първият е „Том и Джери: Мисия до Марс“ (Tom and Jerry: Blast Off to Mars) и „Том и Джери: Бързи и космати“ (Tom and Jerry: The Fast and the Furry), въпреки че DVD от Регион 1 и американската версия на Boomerang бяха на цял екран (изрязване на лявата и дясната част на изображението), макар и без панорама и сканиране, тъй като камерата остава директно в центъра на изображението. Подобно на други телевизионни предавания и филми, заснети с висока разделителна способност, мониторът, от който би работил анимационният екип, би имал 16:9 и 4:3 в безопасни зони, така че версията на цял екран да не изрязва твърде много важни визуални елементи (като символи). Филмът обаче се излъчва на широкоекранен екран в Cartoon Network в САЩ и излиза на широкоекранен екран в региона A в Blu-ray изданието.

## Последващ филм
„Том и Джери: Лешникотрошачката“ (Tom and Jerry: A Nutcracker Tale) беше пуснат на 2 октомври 2007 г.

## В България
В България филмът е излъчен през 2012 г. по bTV с български дублаж за телевизията. Екипът се състои от:
| Озвучаващи артисти  | Златина Тасева Георги Стоянов Радослав Рачев Кирил Бояджиев |
| Преводач            | Яна Янева                                                   |
| Тонрежисьор         | Наталия Василева                                            |
| Режисьор на дублажа | Албена Павлова                                              |